# 宁波大学附属人民医院
宁波大学附属人民医院，又名宁波市鄞州人民医院，是浙江省宁波市一所公立综合性医院。医院始建于1949年，由鄞县人民政府合并迁建鄞江桥医院及凤岙医院组成，最初的院址位于姜山镇，1950年更名为鄞县卫生院，1956年更名为鄞县人民医院，1959年鄞县并入宁波市，改为宁波市江东医院，1962年鄞县恢复建制，医院恢复原名，2002年随鄞县撤县设立鄞州区而更名为宁波市鄞州人民医院:2686:6251，2011年9月29日，成为宁波大学医学院附属医院，挂牌宁波大学医学院附属鄞州医院，2020年6月11日，医院成为宁波大学附属医院，改为现名，保留“宁波市鄞州人民医院”作为第二院名。2021年6月17日，医院成为三级甲等医院，2023年8月1日东院区启用。